# Jordi Secall
Jordi Secall (1932 - Barcelona, 15 de enero de 2010) fue uno de los primeros artistas abstractos tarraconenses. Dibujante, pintor, grabador y diseñador se formó en la Escuela-Taller de Arte, donde tuvo profesores como Lluís Saumells o Garcianguera. Además, se graduó en especialidades de Diseño de Interiores y en Artes del Libro (grabados) en la Llotja de Barcelona. Se dio a conocer oficialmente durante la diada de Sant Jordi del año 1961 formando parte del Círculo Pere Johan. De ese modo, inició su carrera artística al lado de artistas conocidos, aunque él sorprendía con su obra de carácter gestual, preocupado esencialmente por su tratamiento plástico. “Trabajará con todo tipo de materiales tanto con telas y papeles, tintas o pinturas plásticas, con la única intención de potenciar la textura y el tratamiento del color”. Hacia 1968 empieza a dar clases de grabado en la Escuela-Taller de Arte de Tarragona, donde se formó. "A parte de sus conocimientos académicos y de su aptitud para transmitirlos a los alumnos, Jordi Secall era, por encima de todo, artista; se sentía como tal y quería serlo. Un artista espontáneo y procesador,  componedor y improvisador, que interactúa con el azar. Las pinturas, los grabados y los dibujos des del primero al último, si los vemos de cerca, nos hacen compañía, son limpios y gozan de una serenidad olímpica que tiene un sabor delicado y exquisito".

## Estilo
Los comienzos del artista Secall son de pintor surrealista, mostrando especial predilección por Joan Miró y su ideal artístico. Se inclinó por ser grabador aceptando las dificultades que suponía un oficio como este. Sin embargo, hacia los años sesenta el público empieza a interesarse por su arte, por aquel “arte nuevo”. Secall, en una entrevista al Diario Español de Tarragona dijo que “desde 1953 dedica su vida a la pintura, pinta aquello que siente e imagina, no lo que ve”. Entiende su arte como un lenguaje y lo llenaba con frases sugestivas y estimulantes. De otro lado, desde el 1995 pintó y grabó acercándose al expresionismo abstracto ligado cada vez más a la identidad de la imagen, haciendo juegos de luces y sombras que permitieran contornos que no desestimasen la caligrafía.

## Exposiciones colectivas
- 1961 El 21 de abril de ese año, Secall participó en una exposición del Círculo Pere Johan que reunió a 17 artistas, de entre los cuales se encontraban los mejores del momento. La temática de esa exposición era figurativa y llevaba por nombre Tarragona vista por el Círculo Pere Johan. Diada de Sant Jordi 1961. Cabe destacar que Secall se presentó con un lenguaje alejado de las pautas marcadas: "Se distinguió entre los más renovadores. Chocó. Desde entonces los espectadores reconocieron en Secall un artista minoritario, uno de los primeros artistas del nuevo arte".[3]
- 1964: Del l1 al 15 de febrero, los alumnos de tercer curso de la Escuela de Magisterio de tarragona organizaron en la Librería Guardias una exposición-subasta de pintura para pagarse el viaje de fin de carrera.
- 1970: La exposición llevaba el nombre de 7 artistas de Tarragona entre los que se encuentran Gonzalo Lindín, Moret, Parra, Secall, Ferran, Mariano Rubio y Pascual Fort. La muestra se celebró en la Librería la Rambla de Tarragona y después en el Syndicat d'Initiative de Aviñón.
- 1970: También en los setenta se inauguró una exposición en la Galería de Arte Don Quijote, situada en el número 32 de la Rambla. Allí se expusieron 10 Artistas de Tarragona Entre los cuales encontramos a Pascual Fort con esmaltes, a Montse Domingo con cerámica y Anna Donato, Magda Folch, Gonzalo Lindín, Josep Icart, Tomás Olivar, Alfonso Parra, Joan B. Plana y Jordi Secall.
- 1975: Del 5 al 18 de abril, en la Librería de la Rambla donde Secall volvió a exponer conjuntamente con los artistas actuales de las comarcas tarraconenses.

Además, se tiene constancia de que en el período de 1998-2007, Secall participó en algunos concursos y exposiciones colectivas.

## Exposiciones individuales
- 1964 Del 11 al 19 de julio, Secall presentó treinta dibujos en el Sindicato de Iniciativa.
- 1965 El 19 de agosto, con motivo de las fiestas de Sant Magí, Secall vuelve a exponer una treintena de obras en el Sindicato de Iniciativa.
- 1969: En octubre vuelve a exponer en el Sindicato de Iniciativa dieciséis obras.
- 1998: Presenta la exposición Grabados, técnica mixta en el Colegio de Decoradores y diseñadores de Interiores de Barcelona.
- 1999: Exposición Incertidumbre en el Palacio de la Diputación de Tarragona.
- 2003: ‘’Signos de los tiempos’’ que tuvo como sede el Tinglado 3 del Muelle de Costa del Puerto de Tarragona.
- 2007, exposición en Santes Creus, en la plaza del Monasterio.
- 2011: El Museo de Arte Moderno de Tarragona celebra la exposición: ‘’Secall. Velo abstracto’’ que rinde homenaje a su trayectoria artística.